# Minimathelges nanus
Minimathelges nanus is een pissebed uit de familie Bopyridae. De wetenschappelijke naam van de soort is voor het eerst geldig gepubliceerd in 2003 door Boyko & Williams.